# نارک (فیلم)
نارک (انگلیسی: Narc) یک فیلم درام، معمایی و جنایی به کارگردانی جو کارنهان است که در سال ۲۰۰۲ منتشر شد. این فیلم در ایران تحت عنوان خیانت توسط شبکه یک صدا و سیما در برنامه سینما یک در سال ۱۳۸۷ دوبله و پخش شد، و با همین عنوان در شبکه نمایش خانگی هم انتشار یافت.

## داستان
فیلم روایت‌گر ماجرای کشته‌شدن یک پلیس مخفی و تلاش دو افسر پلیس از دپارتمان پلیس دیترویت برای یافتن حقیقت را روایت می‌کند که در انتها زاویه‌ای تکان‌دهنده از مرگ او آشکار می‌شود.

## بازیگران
- جیسون پاتریک
- ری لیوتا
- شای مک‌براید
- باستا رایمز
- جان اورتیز
- آلان ون اسپرانگ

## بازخورد
فیلم نمرات بسیار بالایی از منتقدین دریافت کرد، امتیاز ۸۳٪ از راتن تومیتوز و ۷۰ از متاکریتیک.

## موسیقی متن
این فیلم از یک موسیقی متن در ژانر امبینت و دارک امبینت برخوردار است که فضایی تاریک دارد و بخوبی با فضای سیاه فیلم همخوانی دارد. ساخته‌شده توسط کلیف مارتینز.

## سریال تلویزیونی
کارگردان جو کارنهان نمایش‌نامه‌ای را نوشته است که قصد کارگردانی و تهیه‌کنندگی آن را با الهام از این فیلم برای پارامونت تله‌ویژن دارد. رپر معروف امینم نیز برای ساخت موسیقی و تهیه‌کننده اجرایی، قرارداد بسته است، هنوز مشخص نیست کدام کانال این سریال را پخش خواهد کرد ولی احتمال زیاد پس از ساخته شدن پسران بد ۳ توسط جو کارنهان.